# Берг де Бютцов, Андрей Григорьевич
Андрей Григорьевич Берг де Бютцов (фр. Andréi Berg de Butzow; 6 марта 1944, Париж, Франция) — французский фотохудожник русского происхождения. Женат на Анастасии.

## Биография
Родился в 1944 году в Париже в семье русских эмигрантов из Санкт-Петербурга, единственный ребёнок в семье. Отец умер в 1946 году. Детство провел в Медоне, пригороде Парижа.
1959 год. Получает французское гражданство. В этом же году он оставляет школу и «охваченный страстью к искусству», обращается к карьере фотографа. Творческий путь начал со снимков джазовых музыкантов из клубов на Сен-Жермен-де-Пре. Был замечен известным арт-директором Режисом Панье, который занялся его обучением и развитием художественного вкуса. Вскоре принят в качестве фотографа для участия в создании пресс-группы Даниэля Филипаччи. В течение следующих нескольких лет Андрей значительно расширит свой художественный кругозор, проведя много времени в музеях, библиотеках, книжных лавках, и делая снимки для различных изданий вышеупомянутой пресс-группы.
1969 год. Отправляется на год в Мюнхен и Гамбург по приглашению местных журналов мод. По возвращении во Францию продолжает деятельность в этой сфере. На первом этапе сотрудничает с несколькими изданиями так называемого фривольного жанра, затем работает самостоятельно.
1974 год. Публикация первой серии фотографий ню во французском журнале «ФОТО» и всех его международных изданиях. В этот период близко общается с художниками группы «Нарративное изображение», оформляет множество обложек таких журналов как «Люи», «Пентхаус», «Плейбой», «Фото», «Фото Магазин» и т д. Делает серию портретов американского художника Роберта Раушенберга в Израиле.
1980 год. Альбом фотографий о фантазиях на тему резины и кожи, вышедший во Франции под названием «КАТАЛОГ» и в Италии «МАДАМ де САД». Альбом вызвал широкий резонанс критики, равно как и возымел крупный коммерческий успех.
1981 год. Во Франции, а позже и в Италии, выходит второй эпатажный альбом: «СОЗДАНИЯ», темой которого явились транссексуалы. Многочисленные выставки в Париже и Милане.
1982 год. Исследовательская работа над рельефной цветной фотографией опубликована во всех международных изданиях журнала «ФОТО». Выставка в галерее Кэнон.
1983 год. Начало коммерческого периода: фотографии серий нижнего белья для французских, немецких и итальянских журналов и каталогов. В течение всех этих лет Андрей Берг неоднократно совершает путешествия по США, Южной Африке и Индийскому океану.
1992 год. На юге Франции, в Рамюэль, создаёт уникальную студию для съёмок при дневном свете.
1999 год. Полностью уходит из сферы коммерческой фотографии и посвящает себя самостоятельному творчеству, готовя фото серию под названием: «Истерическая ипохондрия».
В настоящее время живёт и работает в Париже и Ницце.

## Список публикаций

### Персональные публикации
- Каталог. Издательство Pin-up 1981. Франция
- Создания. Издательство Livre secret. 1982. Франция; Publimédia Editrice. 1982. Милан. Италия
- Создание. Издательство Visualbooks. 1983. Италия
- Мадам де Сад. Издательство Visualbooks. 1986. Италия

### Коллективные публикации
- Это был 1982 год. Издательство Éditions Stern Verlag. 1982. Германия
- Женщины VOGUE. Издательство Albin Michel. 1988. Франция
- 70-е годы. Издательство du Regard. 1993. Франция
- 100 лет фотографии. Издательство Atlas 1995. Франция
- Тело на виду. Издательство Stemmle 1986-87-95. Швейцария

## Выставки
- 1982 Галерея Ian Six/Gilbert Brownstone, рю Рояль, Париж
- 1982 Ню в рельефе. Галерея Канон, Париж
- 1983 галерея библиофилов, Милан
- 1996 Ретроспектива 1970—1980 Мэрия г. Кавалер, Франция
- 1999 Групповая выставка, Центр искусства и культурного обмена Жана Миотте, Пиньян, Франция